# Tom De Sutter
Tom De Sutter (ur. 3 lipca 1985 roku w Gandawie) – belgijski piłkarz występujący na pozycji napastnika.

## Kariera klubowa
Od 1992 roku De Sutter trenował w klubie VV Balegem. Po pięciu latach przeniósł się do St. Wetteren, a w wieku szesnastu lat został zawodnikiem Club Brugge. W ekipie "Blauw-Zwart" spędził cztery lata, jednak w tym czasie nie udało mu się przebić do pierwszej drużyny i występował w zespołach juniorskich.
Zawodową karierę De Sutter rozpoczynał w 2005 roku w Torhout 1992 KM, z którym występował w rozgrywkach trzeciej ligi belgijskiej. W sezonie 2005/2006 belgijski napastnik wystąpił w 26 meczach i zdobył 10 goli. Latem De Sutter podpisał kontrakt z Cercle Brugge, któremu w rozegranym wcześniej towarzyskim spotkaniu strzelił hat-tricka. W Eerste Klasse Belg zadebiutował 29 lipca w przegranym 1:2 pojedynku z Excelsiorem Mouscron, w którym zdobył honorowego gola dla swojego klubu. Łącznie w sezonie 2006/2007 De Sutter zanotował trzy trafienia w 23 ligowych występach, natomiast w kolejnych rozgrywkach strzelił 10 bramek w 20 spotkaniach. 27 listopada 2007 roku belgijski piłkarz w 21 minut strzelił 4 bramki w meczu Pucharu Belgii przeciwko KV Mechelen. Następnie został wybrany przez belgijskich kibiców oraz dziennikarzy najlepszym graczem pierwszej części sezonu 2007/2008, znalazł się także na trzecim miejscu w plebiscycie na najlepszego zawodnika Jupiler League w 2007 roku.
Wcześniej działacze Cercle poinformowali, że kilka klubów jest zainteresowanych pozyskaniem De Suttera. Najwyższą ofertę opiewającą na siedem i pół miliona euro miał złożyć Zenit Petersburg, jednak trener rosyjskiego zespołu – Dick Advocaat zaprzeczył tej wiadomości. Następnie rzecznik Cercle – Pol Van Den Driessche na łamach programu telewizyjnego "De Zevende Dag" dał do zrozumienia, że klub z Brugii faktycznie nie otrzymał żadnej oferty od Zenitu. Powiedział jednak, że jedna ze wschodnioeuropejskich drużyn zaoferowała działaczom Cercle kwotę od 5 do 10 milionów euro za De Suttera. Belg podjął jednak decyzję o pozostaniu na Stadionie Jana Breydela do końca sezonu. Na początku 2008 roku De Sutter uszkodził sobie więzadła w kolanie i przez rehabilitację był wykluczony z gry przez pół roku.
Na początku 2009 roku belgijski gracz odszedł do Anderlechtu. W nowym zespole zadebiutował 16 stycznia w przegranym 1:2 spotkaniu z Cercle, a pierwszego gola strzelił 7 lutego w zwycięskim 3:2 meczu przeciwko klubowi RAEC Mons. Łącznie w sezonie 2008/2009 zdobył 16 bramek (7 dla Cercle i 9 dla Anderlechtu), co dało mu drugie miejsce w klasyfikacji najlepszych strzelców rozgrywek ex aequo z Dieumercim Mbokanim.
W 2013 roku De Sutter przeszedł do Club Brugge, a w 2015 do Bursasporu. W 2016 został zawodnikiem KSC Lokeren. Na koniec kariery grał w KV Oostende i Royal Knokke.

## Kariera reprezentacyjna
W latach 2006–2008 De Sutter zanotował 4 występy i zdobył 3 bramki dla reprezentacji Belgii do lat 21. Wystąpił na Euro 2007, na którym wywalczył ze swoim zespołem awans do Igrzysk Olimpijskich w Pekinie. W seniorskiej reprezentacji Belgii De Sutter zadebiutował 20 sierpnia 2008 roku w przegranym 0:2 pojedynku z Niemcami i od tego czasu regularnie dostaje do niej powołania.